# Gemini (constelação)
Gemini, Gêmeos ou Gémeos, é uma constelação do zodíaco. O genitivo, usado para formar nomes de estrelas, é Geminorum. As constelações vizinhas, de acordo com as fronteiras modernas, são Lynx, Auriga, Taurus, Orion, Monoceros, Canis Minor e Cancer. O planeta-anão Plutão foi descoberto próximo a Wasat, δ Gem, em 1930, por Clyde Tombaugh.
Em Gemini se encontra M35, um aglomerado aberto de magnitude aparente 5,5 que fica próximo à fronteira das constelações de Gemini, Orion e Taurus. Em Gemini encontram-se também Geminga, uma estrela de nêutrons, e a Nebulosa do Esquimó (NGC 2392), uma nebulosa planetária.

## Localização
A maneira mais fácil para localizar a constelação é encontrar suas duas estrelas mais brilhantes, Castor e Pólux a partir do prolongamento de uma linha imaginária saindo do cinturão de Órion e passando por Betelgeuse. Outra maneira de localizar a constelação é traçar uma linha a partir do aglomerado das Plêiades até a estrela mais brilhante de Leão, Regulus. Ao fazer essa projeção, a referida linha imaginária estará relativamente próxima à eclíptica que cruza, aproximadamente no meio, a constelação dos Gêmeos. A linha tracejada vermelha no mapa da constelação é uma representação gráfica da eclíptica.

## História e mitologia
O ícone da constelação é ♊ e tem origem no ideograma acadiano correspondente ao mês Kas, quando o Sol entrava em Gemini. Também pode ter vindo do algarismo romano correspondente a dois. A constelação de Gemini representa Castor (α) e Pólux (β), irmãos de Helena de Troia, na mitologia grega. 
Certa feita, Zeus havia se apaixonado por Leda, esposa do rei de Esparta, Tíndaro. Para se aproximar dela, Zeus se transformou em um belo cisne. Dessa paixão foram gerados os gêmeos Castor e Pollux. Os dois tiveram os melhores tutores da época. Castor se transformou num excepcional cavalheiro; o seu irmão Pollux em um verdadeiro guerreiro.  Porém, certa vez os irmãos desafiaram dois jovens para um duelo pela mão de duas jovens que já estavam prometidas. Nessa batalha Castor foi morto. Desesperado pela perda do irmão, Pollux tentou se matar para encontrar o irmão, mas era imortal e não conseguia. O drama foi então imortalizado nos céus, onde os gêmeos aparecem abraçados.
No entanto, existe uma corrente mística que dá à constelação um simbolismo mais rico: os dois rapazes seriam, na verdade, Apolo, brilho e luz, e Hércules, força e coragem. É assim que, em muitos tratados, um dos gêmeos aparece segurando arco, flecha e lira, enquanto o outro aparece com uma clava.
Os egípcios faziam ali a representação do deus Hórus, sendo um o Hórus velho e o outro o Hórus novo.
Existem outros mitos concernentes aos gêmeos, e um deles teria dado origem ao mito do gado de Gerião, que constitui um dos Doze Trabalhos de Hércules.